# Neun-Drachen-Wand (Datong)
Die verglaste Neun-Drachen-Wand von Datong (chinesisch 大同九龍壁 / 大同九龙壁, Pinyin Dàtóng Jiǔlóngbì) ist eine sogenannte Yingbi (影壁 – „Schattenmauer“). Sie wurde um 1392 vor der inzwischen zerstörten Palastanlage des Prinzen Hongwu errichtet. Der Prinz war der 13. Sohn von Zhu Yuanzhang, dem ersten Kaiser der Ming-Dynastie. Auf der 45,5 m langen, 8 m hohen und 2 m breiten Wand finden sich Darstellungen verschiedener Tiere, darunter neun Drachen. Drachen sind in China ein kaiserliches Symbol; die Zahl Neun dagegen verweist auf Langlebigkeit. Die Wand diente als Blickschutz und sollte zudem böse Geister abhalten. Die Neun-Drachen-Wand von Datong gilt als die älteste und größte in China. Vor der Wand befindet sich ein Teich mit einer kleinen Steinbrücke.
Neben Datong existieren verschiedene Neun-Drachen-Wände in der Verbotenen Stadt und im Beihai-Park in Peking sowie Kopien davon in den anderen Städten Chinas, wie beispielsweise in der Parkanlage nahe Market Street oder im Wong-Tai-Sin-Tempel in Kowloon, Hongkong. 